# Drapeau de l'Arabie saoudite
Le drapeau de l'Arabie saoudite est le drapeau d'État et de guerre du Royaume d'Arabie saoudite. Il fut imaginé en 1926, la forme ayant été assez peu modifiée par la suite.

## Description
Le fond vert est la couleur de l'islam. Le drapeau porte, en blanc, un sabre (symbole de justice et évocation de la conquête et de l'unification du pays par Ibn Séoud) et la chahada (la profession de foi musulmane), qui proclame en arabe :

«  لَا إِلَاهَ إِلَّا ٱللّٰهُ، مُحَمَّدُ رَسُولُ ٱللّٰهِ 
 Lā ilāha illa-llāh, Muḥammadu rasūlu-llāh,
ce qui signifie :
"J'atteste qu'il n'y a point de divinité en dehors d'Allah et j'atteste que Mahomet est son messager". »

Pour cette raison[Laquelle ?], le drapeau ne peut jamais être mis en berne.

## Le drapeau républicain arabe
Le drapeau du Mouvement de la République Arabe, connu sous le nom de tricolore (arabe: علم ثلاثي الألوان), est le drapeau officiel des républicains arabes. Son utilisation actuelle en Arabie est associée au mouvement républicain moderne et à divers mouvements politiques de gauche.

Le drapeau est une option populaire pour le nouveau drapeau d'une République arabe.

### Signification derrière les couleurs
| Schème | Couleur textile |
| ------ | --- |
| Noire  | De la dynastie abbasside, le noir est la couleur de la solidarité. C'est aussi la couleur de la force mentale. Cela signifie la défaite des ennemis |
| Vert   | La dynastie fatimide ou califat de Rashidun, prospérité, espoir, joie, amour et optimisme                                                           |
| Blanc  | La propreté, l'honnêteté, la paix et la pureté de la dynastie des Omeyyades.                                                                        |

## Historique
Même si l'Arabie saoudite n'existe que depuis 1932, le premier État saoudien remonte à 1744.

### Premier État saoudien (1744–1818)

Drapeau du Premier État saoudien (1744-1818).

### Deuxième État saoudien (1824-1891)

Drapeau du Deuxième État saoudien (1824-1891).

### Troisième État saoudien (1926–1932)

Drapeau du Hedjaz (partie du Royaume du Nejd et du Hedjaz ; 1926-1932).

### L'Arabie saoudite (depuis 1932)

Drapeau saoudien entre 1932 et 1934, avec une bande blanche à la hampe.
Drapeau saoudien entre 1934 et 1938, avec une bande plus fine.
Drapeau entre 1938 et 1973, sans bande blanche.
Drapeau saoudien depuis 1973.